# Svartpoppel
Svartpoppel (Populus nigra) är en art i familjen videväxter. Den har sitt utbredningsområde från Portugal i väster till Xinjiang i öster, från Sibirien i norr till Nordafrika i söder. I Sverige finns den bara odlad och är härdig upp till Ångermanland.  Arten blir vanligen 100–150 år gammal, men kan bli så mycket som 300 år.

## Utseende och ekologi
Svartpoppel trivs bäst i låglänta och fuktiga områden med god tillgång på ljus och värme, men uthärdar kalla vintrar. Kortare översvämningar klarar den bra, men vid längre rotblöta får den svårare. Den är, liksom alla popplar, tvåbyggare, men i vissa fall (såsom i fallet med pyramidpoppeln) förekommer det endast hanliga individer, vilka förökats vegetativt, till exempel genom ympning och sticklingar.
Exemplaren kan bli upp till 400 år gamla. Artens frön sprids med vinden.
Svartpoppeln har en smal, genomskinlig rand på bladen och har många klyvöppningar på bladovansidan, vilka syns som grå fläckar i lupp. Bladskaften är kraftigt tillplattade och knopparna är doftande och svagt klibbiga.

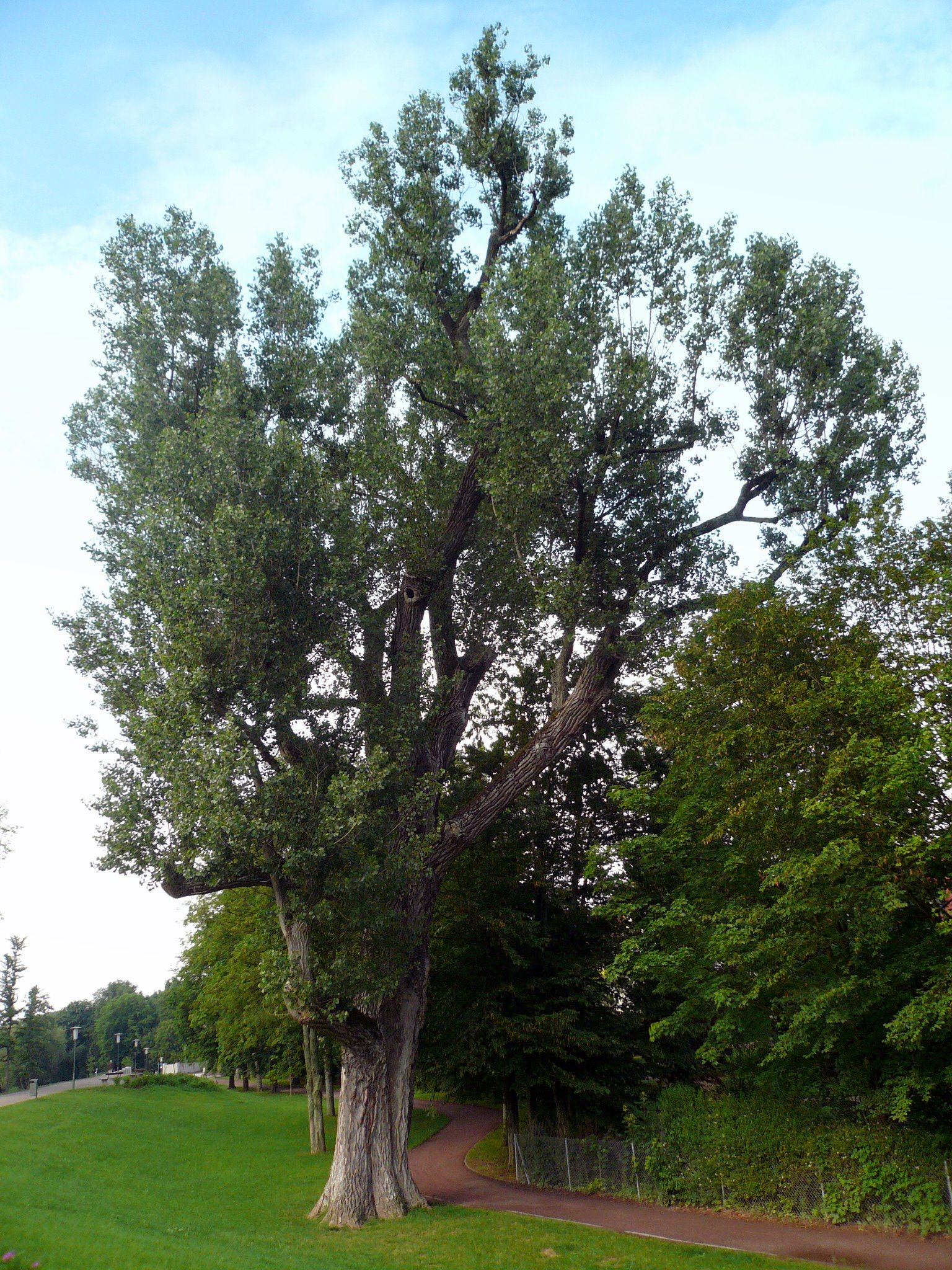
Svartpoppel

## Underarter och varieteter
Den "äkta" svartpoppeln, eller typunderarten (P. nigra subsp. nigra) är ett långsamväxande, knotigt och vildvuxet träd med många ansvällningar på stammen, vilket gör den mindre lämpad för odling. Istället odlas i Sverige ofta sorterna pyramidpoppel (P. nigra 'Italica') och pelarpoppel (P. nigra 'Plantierensis'). Andra underarter är P. nigra subsp. betulifolia som växer sparsamt i nordvästra Europa, främst på Brittiska öarna, och P. nigra subsp. caudina som växer i Medelhavsområdet. Kanadapoppel (Populus × canadensis) är en hybrid mellan svartpoppel och virginiapoppel (P. deltoides). Afghanpoppeln, P. nigra subsp. thevestina (även P. nigra 'Afghanica'), som främst finns i Centralasien, är omtvistad om den egentligen borde vara en egen art, P. afghanica.

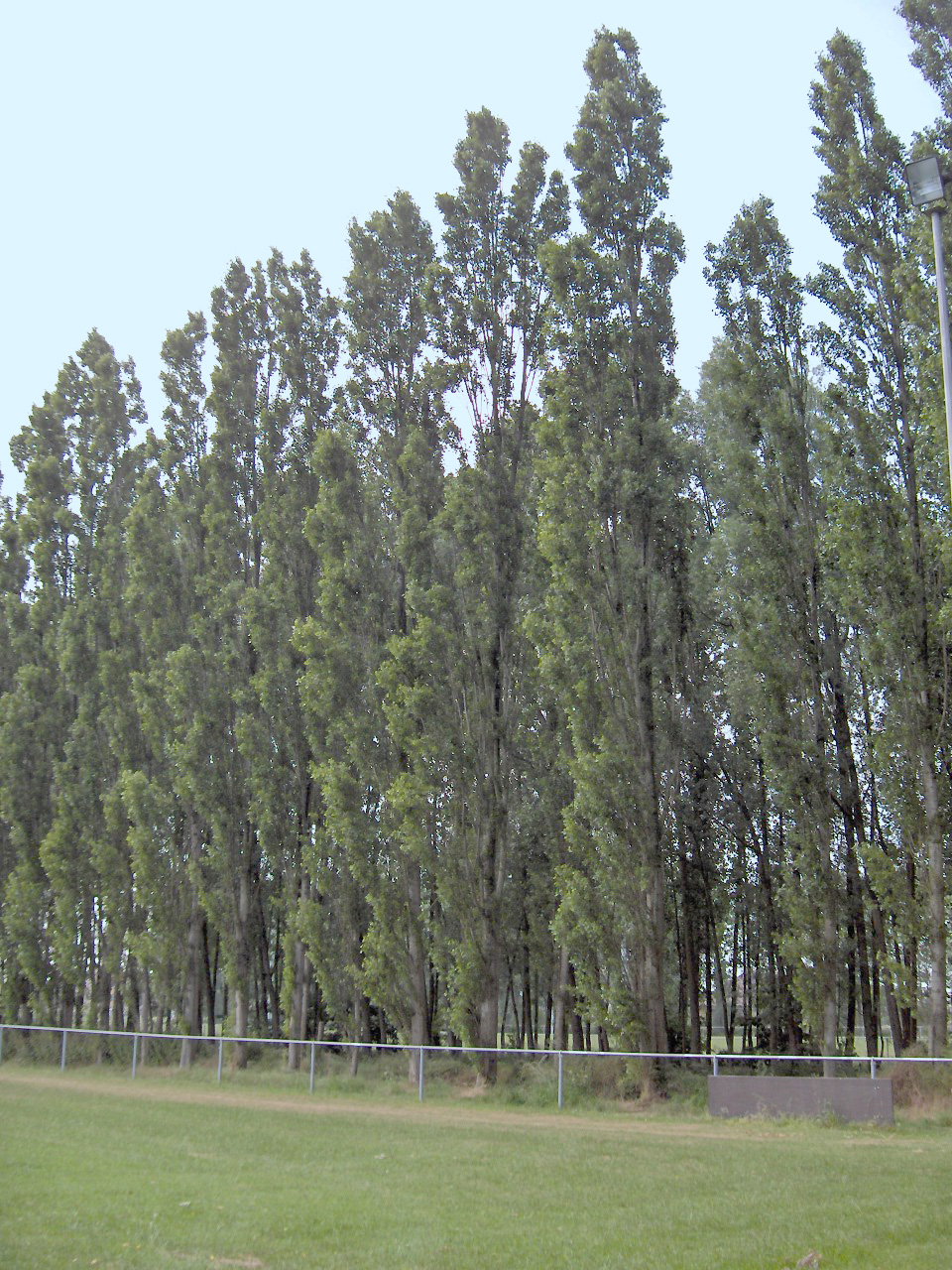
En rad med pelarpopplar

### Pyramidpoppel
Pyramidpoppeln (även kallad italiensk pelarpoppel), P. nigra 'Italica', är ett vanligt förekommande träd i parker, trädgårdar, samt som häckar och läskydd. Den klarar dock inte för mycket blåst, så vid kusterna är den sällsynt. Varieteten kommer, namnet till trots, inte från Italien utan från Persien eller Centralasien.
Växtformen är pelarlik till pyramidlik och bladen känns igen på sina tillspetsade rombiska blad med fin sågtandning framtill och avsaknad av körtlar vid basen. Vid lövsprickningen är bladen bronsfärgade till ljusgröna och skotten är glatta när de är unga. Senare blir bladen grågröna för att på hösten övergå till gult. Kvistarna är släta, ljusbruna och har smala åsar. Knopparna är spetsiga och täckta av ett stort antal fjäll. Kronan är asymmetriskt solfjäderformad. Trädets bark spricker upp, på grund av den höga tillväxten, och blottlägger rosafärgade skåror med ett krokigt utseende. Grova, mörkgrå åsar bildas på barken mellan dessa skåror.
Hanhängena har starkt röda ståndare som utvecklas före bladen. Honhängen finns såvitt man vet inte för pyramidpoppeln, då den förökas vegetativt.

## Skadedjur
En bladlus med namnet Pemphigus spyrothecae angriper bladskaften på svartpoppel och dess hybrider (dock ej Kanadapoppel), men inga andra popplar. Lusen bildar en spiralformad gall när den suger växtsaft. P. spyrothecae finns över hela utbredningsområdet, men är vanligast i Centraleuropa och i Nordamerika, dit den kommit relativt nyligen. 
En annan fiende till poppeln är poppelsvärmaren (Laothoe populi) vars larver äter poppelblad, men även andra blad av andra träd, såsom äppelträd. Svärmaren finns i hela Europa samt i Mellanöstern.

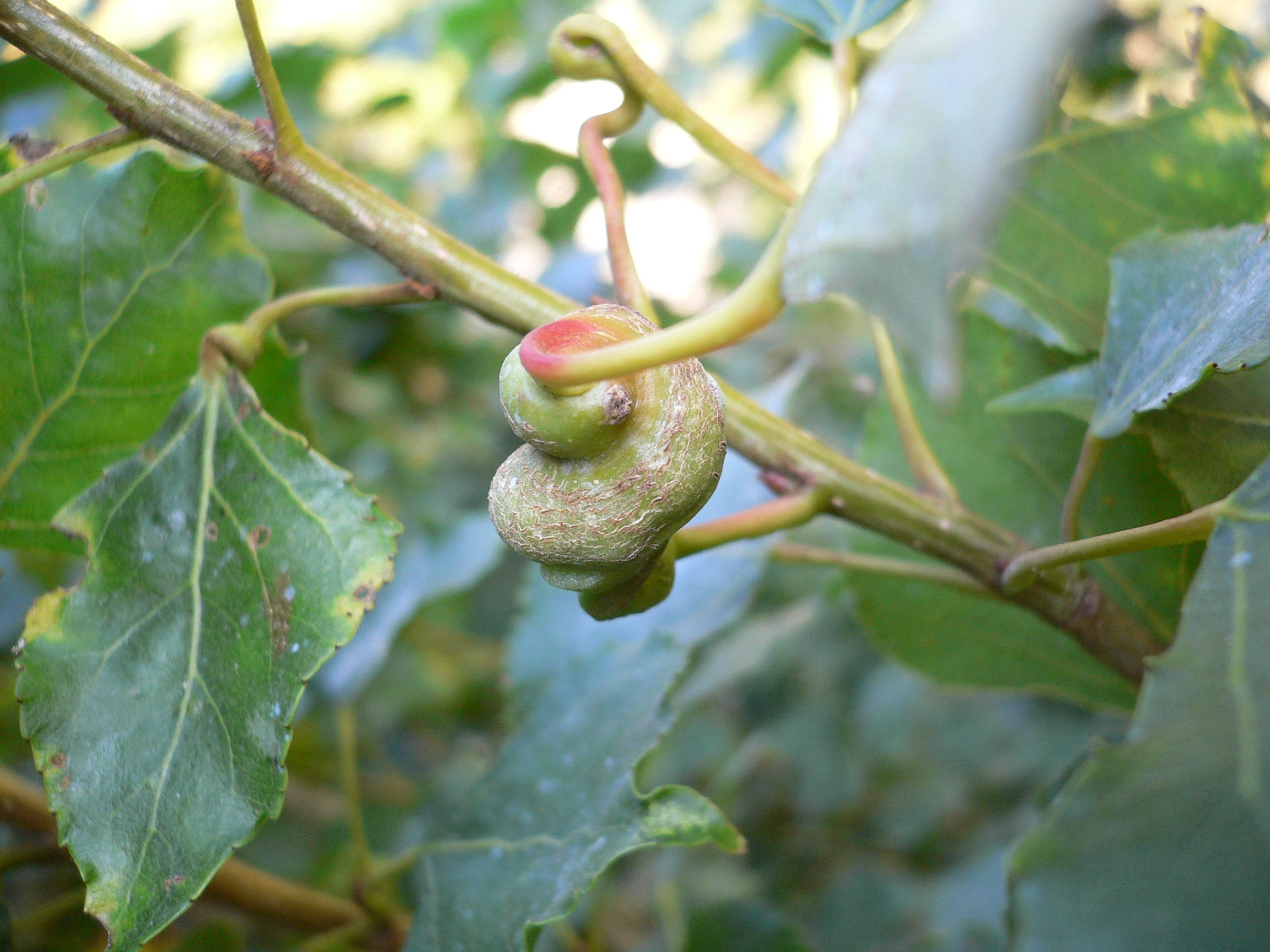
Gall av Pemphigus spyrothecae
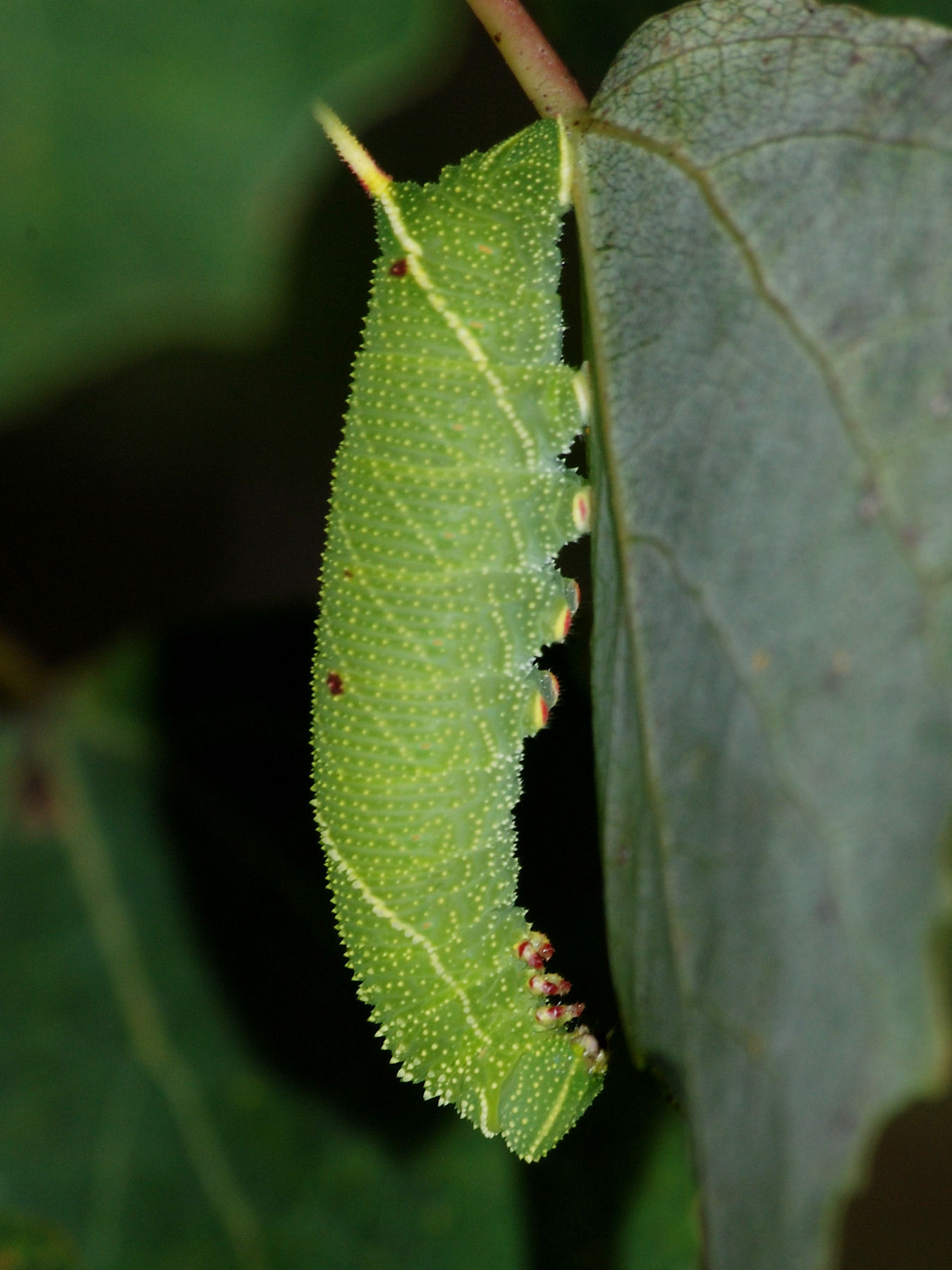
Poppelsvärmarlarv

## Svartpoppeln i ett kulturellt sammanhang
- Vid den gamla norska garnisonen på Östermalm i Stockholm står en stor svartpoppel som är skyddad enligt stadsplanen och därför inte får huggas ner.[7]

- Svartpoppel var 2006 års årsträd i Tyskland.[8]

## Hot
Regionala populationer hotas av landskapsförändringar. I flera regioner bildas hybrider med andra släktmedlemmar. Arten är känslig för Melampsora laricis-populina. Hela beståndets storlek är okänd. IUCN listar arten med kunskapsbrist (DD).

### Fotnoter
1. 1 2 3 4  Harvey-Brown, Y., Barstow, M., Mark, J. & Rivers, M.C. 2017 Populus nigra . Från: IUCN 2017. IUCN Red List of Threatened Species. Version 2018.1. Läst 1 maj 2024.
2. 1 2  USDA, ARS, National Genetic Resources Program. Germplasm Resources Information Network - (GRIN). ”Taxon: Populus nigra L.”. GRIN Taxonomy for Plants. http://www.ars-grin.gov/cgi-bin/npgs/html/taxon.pl?29400. Läst 12 augusti 2010.
3. ↑  Nitzelius & Vedel 1998
4. ↑  Flora of Pakistan: Populus afghanica besökt 2008-08-02
5. ↑  GRIN Taxonomy for Plants: Populus nigra L. var. thevestina besökt 2008-08-02
6. ↑  Urban, J. 2002: Occurrence, development and natural enemies of Pemphigus spyrothecae (Homoptera, Pemphigidae). Journal of forest science, 48, s. 248–270. PDF Arkiverad 11 februari 2005 hämtat från the Wayback Machine.
7. ↑  Sveriges Radio P1, Vetenskapsradion forum: Kulturhistoriska träd Sänt 29 juli 2008
8. ↑  Kuratorium „Baum des Jahres“ Arkiverad 1 juli 2007 hämtat från the Wayback Machine. besökt 2008-08-02